# Saturación (música)
Saturación es un término utilizado en el campo de la música rock para designar el sonido en el cual la distorsión de la señal sonora se hace claramente audible. Esta distorsión puede abarcar desde algo muy ligero, hasta un sonido denso y borroso a la vez, cuya tonalidad se hace casi irreconocible en comparación con la señal original.
La mayoría de los amplificadores de guitarra modernos tienen un preamplificador que puede utilizarse para generar distorsión y al mismo tiempo controlar el volumen la señal de salida mediante la ganancia en etapas posteriores de amplificación. El sonido distorsionado obtenido de una guitarra eléctrica saturada se considera generalmente más aceptable al oído que la distorsión que otros amplificadores de audio podrían crear.

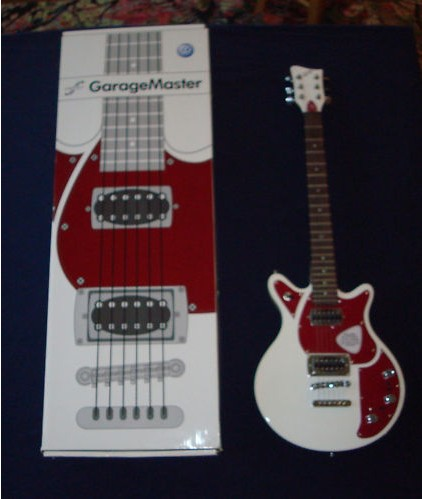
Guitarra Volkswagen First Act (que ya viene con saturación equipada.)

En términos musicales suele diferenciarse en distorsión referido al efecto producido por la fuerte y más tosca saturación producida por los transistores y saturación a la más suave y cálida de los tubos de vacío.